# Giorgi Tenadze
Giorgi Tenadze (gruzínsky გიორგი თენაძე), (* 24. května 1962 v Gori, Sovětský svaz) je bývalý sovětský a gruzínský zápasník – judista, bronzový olympijský medailista z roku 1988.

## Sportovní kariéra
S judem začínal v rodném Gori. Do sovětské reprezentace se dostával postupně a v roce 1987 zaujal pozici reprezentační jedničky po krajanu Namgalaurim. V roce 1988 byl nominován na olympijské hry v Soulu a ve třetím kole vyřadil budoucí legendu Japonce Tošihika Kogu. V semifinálé však jeho sny o zlaté olympijské medaili zhatil v životní formě bojující Francouz Marc Alexandre. Získal bronzovou olympijskou medaili. Sportovní kariéru ukončil pro sovětský sport problematickém roce 1991-92.
Po skončení sportovní kariéry se věnoval trenérské a později funkcionářské práci v Gori. Za jeho vedení v oddíle vyrostli Laša Šavdatuašvili, Nugzar Tatalašvili, Beka Gviniašvili a další.

## Výsledky
| Turnaj             | 1987       | 1988       | 1989       | 1990       |
| Turnaj             | 25         | 26         | 27         | 28         |
| Turnaj             | lehká váha | lehká váha | lehká váha | lehká váha |
| ------------------ | ---------- | ---------- | ---------- | ---------- |
| Olympijské hry     |            | 3.         |            |            |
| Mistrovství světa  | úč.        |            | 3.         |            |
| Mistrovství Evropy | —          | ?          | 3.         | 7.         |